# Saint-Jean-de-Soudain
Saint-Jean-de-Soudain è un comune francese di 1 436 abitanti situato nel dipartimento dell'Isère della regione dell'Alvernia-Rodano-Alpi.

## Società

### Evoluzione demografica
Abitanti censiti